# Gesetzliche Erbfolge
Mit der gesetzlichen Erbfolge wird die Rechtsnachfolge des Erblassers geregelt, wenn dieser keine Verfügung von Todes wegen, also kein wirksames Testament und keinen wirksamen Erbvertrag hinterlassen hat, die letztwillige Verfügung erfolgreich angefochten wurde oder der testamentarische Erbe die Erbschaft ausgeschlagen hat. Hat der Erblasser nur über einen Teil seines Vermögens wirksam letztwillig verfügt, tritt in Ansehung des anderen Teils die gesetzliche Erbfolge ein.
Werden mehrere Personen Rechtsnachfolger, so wird im gesetzlichen Erbrecht auch geregelt, wie groß der Anteil der einzelnen Miterben am gemeinschaftlichen Vermögen der Erbengemeinschaft ist.
Als Begriff ist auch Intestaterbfolge geläufig, so beispielsweise im Internationalen Privatrecht, oder für die gesetzliche Erbfolge des römischen Rechts.

## Deutschland
Die gesetzliche Erbfolge ist in den § 1924 bis § 1936 BGB geregelt. Als gesetzliche Erben kommen vorrangig die Verwandten und der überlebende Ehegatte oder Lebenspartner in Betracht. Nicht erbberechtigt sind Verschwägerte.

### Verwandtenerbrecht
In der Regel erben nach der gesetzlichen Erbfolge die Verwandten (neben dem Ehegatten). Die Verwandten werden in Erbenordnungen eingeteilt. Das Gesetz unterscheidet folgende Ordnungen (Bezeichnung der Verwandtschaft im Beispiel immer aus der Sicht des Erblassers):
1. Ordnung: Abkömmlinge des Erblassers (sämtliche vom Erblasser abstammende Personen, also Kinder, einschließlich der nichtehelichen und der adoptierten Kinder, Enkel, Urenkel etc.; nicht hingegen Stiefkinder oder Ziehkinder), § 1924 BGB
2. Ordnung: Eltern des Erblassers und deren Abkömmlinge (Vater, Mutter, Bruder, Schwester, Neffe, Nichte, Großneffe, Großnichte usw.), § 1925 BGB. Leben zur Zeit des Erbfalls beide Eltern noch, erben deren Kinder (also in der Regel die Geschwister des Verstorbenen) nichts. Lebt nur noch ein Elternteil, bekommt er die Hälfte, und der Rest wird auf die Abkömmlinge des verstorbenen Elternteils aufgeteilt. Falls keine Kinder vorhanden sind, erbt der überlebende Elternteil allein. Leben beide Eltern nicht mehr, erhalten deren Kinder den Erbanteil (Eintrittsrecht).
3. Ordnung: Großeltern des Erblassers und deren Abkömmlinge (Großvater, Großmutter, Onkel, Tante, Cousin, Cousine usw.), § 1926 BGB
4. Ordnung: Urgroßeltern des Erblassers und deren Abkömmlinge (Urgroßvater, Urgroßmutter, Großonkel, Großtante usw.), § 1928 BGB
5. und fernere Ordnungen: entferntere Voreltern des Erblassers und deren Abkömmlinge, § 1929 BGB

Grundlegend ist nach dieser formalen Unterscheidung jetzt das Ordnungssystem. Danach ist ein Verwandter nicht zur Erbfolge berufen, wenn ein (auch mit ihm selbst) Verwandter der vorhergehenden Ordnung vorhanden ist (§ 1930 BGB). Verwandte erster Ordnung schließen somit alle anderen Verwandten aus. Eine Ausnahme gilt beim Ehegattenerbrecht.
Innerhalb der Ordnung gilt das Repräsentationsprinzip. Danach schließt ein zur Zeit des Erbfalls (also beim Tod des Erblassers) lebender Angehöriger alle durch ihn mit dem Erblasser verwandten Personen aus. Hinterlässt der Erblasser beispielsweise Sohn und Enkel, so schließt der überlebende Sohn den (durch ihn mit dem Erblasser verwandten) Enkel aus.
Der Nachlass wird in den verschiedenen Ordnungen etwas unterschiedlich verteilt.
Innerhalb der 1. Ordnung gilt das sogenannte Stammesprinzip: Die Erben, die über denselben Verwandten mit dem Erblasser verwandt sind, bilden jeweils einen Stamm. Mit anderen Worten: Jedes Kind des Erblassers eröffnet einen neuen Stamm, jeder Stamm erbt zu gleichen Teilen.
Innerhalb der 2. und der 3. Ordnung gilt das sogenannte Erbrecht nach Linien: Der Nachlass wird auf die beiden Elternteile des Erblassers zu gleichen Teilen aufgeteilt. Leben diese zur Zeit des Erbfalles noch, erben sie allein, d. h. der Bruder und die Schwester des Erblassers sind von der Erbfolge durch die Eltern ausgeschlossen. Analog gilt dies für die 3. Ordnung, bei der der Nachlass auf die vier Großelternteile zu gleichen Teilen aufgeteilt wird. Lebt zur Zeit des Erbfalles ein oder beide Elternteile (einer, mehrere oder alle Großelterteile für die 3. Ordnung) nicht mehr, so wird der auf den/die verstorbenen Eltern(Großeltern-)Teil(e) entfallende Erbteil(e) auf dessen Abkömmlinge wie im Fall des Erbrechts nach dem Stammesprinzip aufgeteilt.
Ab der 4. Ordnung erbt nur noch derjenige allein, der mit dem Erblasser am nächsten verwandt ist; mehrere gleich nah Verwandte erben zu gleichen Teilen. Nah verwandt bedeutet, dass Verwandte nach folgendem Schema gesucht werden: Urgroßeltern, deren Kinder, deren Enkel, deren Urenkel …, Ururgroßeltern, deren Kinder, deren Enkel, deren Urenkel …, Urururgroßeltern, deren Enkel, deren Urenkel … . Sobald nach diesem Schema eine Person gefunden wurde, wird innerhalb desselben Verwandtschaftsverhältnisses noch weiter gesucht. Alle so gefundenen Personen, die also alle auf die gleiche Art und Weise mit dem Verstorbenen verwandt sind, erben zu gleichen Teilen.

#### Beispiele
- Hatte der Erblasser zwei Söhne, die jeweils auch zwei Söhne (aus der Sicht des Erblassers: Enkel) haben, und ist der erste Sohn des Erblassers vorverstorben, so sind die Söhne des vorverstorbenen Sohns und der überlebende Sohn als Erben berufen. Es erhält jeder Stamm 1/2, also der überlebende Sohn 1/2 und die beiden Söhne des Vorverstorbenen je 1/4. Die Söhne des überlebenden Sohnes gehen wegen des Repräsentationsprinzips leer aus.
- Der kinderlose, unverheiratete Erblasser hinterlässt seinen Vater, einen Bruder und eine Schwester. Der Nachlass wird zunächst gedanklich auf beide Elternteile aufgeteilt, so dass Vater und Mutter jeweils die Hälfte erhalten würden. Da der Vater noch lebt, behält dieser die Hälfte des Nachlasses. Da die Mutter nicht mehr lebt und damit nicht erbfähig ist, wird die auf sie entfallende Hälfte auf ihre Abkömmlinge (Bruder und Schwester des Erblassers) zu gleichen Teilen aufgeteilt. Damit erhalten diese jeweils 1/4 des Nachlasses.
- Der kinderlose, unverheiratete Erblasser hinterlässt einen Onkel (Bruder der Mutter) und zwei Onkel und eine Tante (Geschwister des Vaters). Die Großeltern und die Eltern des Erblassers sind ebenfalls bereits verstorben. Die Erbschaft wird gedanklich zunächst auf die insgesamt vier Großeltern zu gleichen Teilen (jeweils 1/4) aufgeteilt. Sollte ein Großelternteil noch leben, erbt dieser dieses Viertel des Nachlasses alleine. Da diese vorliegend jedoch nicht mehr leben, sind sie auch nicht erbberechtigt. An ihre Stelle treten deren Abkömmlinge. Dies bedeutet hier: Der Bruder der Mutter des Erblassers erhält beide auf die Großeltern mütterlicherseits entfallenden 1/4-Teile des Nachlasses, insgesamt somit 1/2. Die zwei Onkel und die Tante väterlicherseits müssten sich die auf die Großeltern väterlicherseits entfallenden 2 × 1/4-Teile teilen, so dass jeder von ihnen jeweils 1/6 erhält. (2 × 1/4 = 1/2 → 1/2 / 3 = 1/6)
- Der kinderlose, unverheiratete Erblasser hat keine Eltern mehr. Alle seine Geschwister sind gestorben, ohne Nachkommen zu hinterlassen. Es gibt also keine Erben erster und zweiter Ordnung. Die Großeltern hatten jeweils nur ein Kind und sind bereits gestorben. Es gibt also keine Erben dritter Ordnung. Die Urgroßeltern sind alle gestorben, es waren aber in jeder Familie einige Kinder vorhanden, die jedoch alle bereits gestorben sind. Diese Kinder hatten selbst jeweils wieder Kinder, davon leben noch vier. Diese vier erben zu jeweils gleichen Teilen.

#### Besonderheiten bei der Abstammung
Erbberechtigt ist im Übrigen auch, wer zur Zeit des Erbfalles noch nicht geboren, aber bereits gezeugt ist (Nasciturus), § 1923 Abs. 2 BGB. Dieser Erbberechtigte wird in der Regel durch einen Leibesfruchtpfleger vertreten.
Zu den leiblichen Verwandten zählen seit 1. Januar 1977 auch adoptierte Personen. Bei Adoptionen aus der Zeit vor diesem Datum konnte allerdings das Erbrecht vertraglich ausgeschlossen werden.
Seit dem 1. Juli 1970 waren nichteheliche Kinder gegenüber dem Vater (und den väterlichen Verwandten) im Rahmen des Nichtehelichengesetzes zwar erbberechtigt geworden, aber nur, wenn sie am oder nach dem 1. Juli 1949 geboren sind. Bis zum 31. März 1998 (Kindschaftsrechtsreform) wurden sie jedoch neben ehelichen Kindern oder einem Ehegatten des Vaters nicht Teil einer Erbengemeinschaft, sondern mussten ausgezahlt werden (ein Konstrukt ähnlich dem Pflichtteilsrecht).
Es war auch möglich, den Erbteil bereits zu Lebzeiten des Vaters (zwischen dem 21. und 27. Lebensjahr des Kindes) als sog. vorzeitigen Erbausgleich in Geld (orientiert an den früheren Unterhaltsverpflichtungen des Vaters) zu erlangen, vergleichbar dem Erbverzicht. Dieser konnte notariell beurkundet, zwischen Vater und Kind vereinbart oder vom Kind eingeklagt werden. Erst zum 1. April 1998 wurden erbrechtlich diese Kinder völlig gleichgestellt.
Der Europäische Gerichtshof für Menschenrechte (EGMR) entschied am 28. Mai 2009, dass die erbrechtliche Benachteiligung von vor dem obigen Stichtag geborenen nichtehelichen Kindern gegen die Europäische Menschenrechtskonvention verstößt. Das Gesetz zur erbrechtlichen Gleichstellung nichtehelicher Kinder vom 12. April 2011 ist am 15. April 2011 im Bundesgesetzblatt verkündet worden (BGBl. 2011, Teil 1 Nr. 17, S. 615). Für Sterbefälle nach Inkrafttreten des Gesetzes sind alle vor dem 1. Juli 1949 geborenen nichtehelichen Kinder ehelichen Kindern gleichgestellt. Sie beerben ihre Väter als gesetzliche Erben.
Besonderheiten gelten für Sterbefälle, die sich vor der Neuregelung ereignet haben. Da das Vermögen des Verstorbenen bereits auf die nach alter Rechtslage berufenen Erben übergegangen ist, kann die Erbschaft nur in sehr engen verfassungsrechtlichen Grenzen wieder entzogen oder geschmälert werden: Die Neuregelung kann auf Todesfälle erweitert werden, die sich erst nach der Entscheidung des EGMR am 28. Mai 2009 ereignet haben. Denn seit der Entscheidung könnten die nach altem Recht berufenen Erben nicht mehr auf ihr Erbe vertrauen. Für nichteheliche Kinder, deren Väter bereits vor dem 29. Mai 2009 verstorben sind, musste es wegen des verfassungsrechtlich verankerten Rückwirkungsverbots grundsätzlich bei der früheren Rechtslage bleiben.
Eine Ausnahme betrifft die Fälle, bei denen der Staat selbst zum Erben geworden ist (§ 1936 BGB), weil es weder Verwandte noch Ehegatten bzw. Lebenspartner gab oder weil die Erbschaft ausgeschlagen wurde. In solchen Konstellationen hat der Staat den Wert des von ihm ererbten Vermögens an die betroffenen nichtehelichen Kinder auszuzahlen.

### Ehegattenerbrecht
Der Ehegatte wird durch die Heirat nicht Verwandter des Erblassers; durch die Heirat gelangt er also nicht in den oben beschriebenen Kreis der Erben. Sein gesetzliches Erbrecht beruht auf besonderen Vorschriften. Diese setzen eine zur Zeit des Todes bestehende Ehe voraus. War bereits ein Scheidungsantrag durch den Erblasser rechtshängig und hätte dieser Erfolg haben müssen bzw. erklärte der Erblasser gegenüber dem Familiengericht, dass er der Ehescheidung zustimmt, scheidet der Ehegatte als gesetzlicher Erbe aus.
Die Höhe des Ehegattenerbteils bestimmt sich nach
- dem Personenkreis, der neben dem Ehegatten erbberechtigt ist, und
- dem Güterstand, in dem die Eheleute zum Zeitpunkt des Erbfalles gelebt haben.

Sind neben dem Ehegatten gleichzeitig gesetzliche Erben erster Ordnung (= Abkömmlinge des Erblassers) erbberechtigt, so erbt der überlebende Ehegatte 1/4 des Nachlasses (§ 1931 Abs. 1 BGB). Sind neben dem Ehegatten gleichzeitig gesetzliche Erben der zweiten Ordnung (= Eltern des Erblassers, Geschwister des Erblassers, Nichten/Neffen etc.) vorhanden oder sind die Großeltern des Erblassers neben dem überlebenden Ehegatten erbberechtigt, so erbt der überlebende Ehegatte die Hälfte des Nachlasses. Gegenüber allen sonstigen Verwandten des Erblassers erbt der überlebende Ehegatte den gesamten Nachlass.
Diese sogenannte erbrechtliche Lösung wird durch den Güterstand, in dem die Ehegatten zur Zeit des Erbfalles gelebt haben, modifiziert:
1. Lebten die Ehegatten zur Zeit des Erbfalles im Güterstand der Gütertrennung, wird der Nachlass bei Vorhandensein von einem oder zwei erbberechtigten Kindern des Erblassers zwischen diesen und dem überlebenden Ehegatten zu gleichen Teilen aufgeteilt (§ 1931 Abs. 4 BGB). Damit ist sichergestellt, dass der überlebende Ehegatte neben den erbberechtigten Abkömmlingen des Erblassers immer mindestens genauso viel erbt wie diese.
2. Bestand zwischen den Eheleuten der Güterstand der Zugewinngemeinschaft, wird die Erbquote des überlebenden Ehegatten pauschal um 1/4 erhöht, gleich, ob der verstorbene Ehegatte einen (höheren) Zugewinn erwirtschaftet hat (§ 1371 BGB) oder nicht. Dies bedeutet, dass der überlebende Ehegatte einer Ehe, für die zum Zeitpunkt des Erbfalles der gesetzliche Güterstand der Zugewinngemeinschaft galt, neben gesetzlichen Erben der ersten Ordnung 1/2, neben gesetzlichen Erben der zweiten Ordnung oder den erbberechtigten Großeltern 3/4, neben den übrigen gesetzlichen Erben den gesamten Nachlass erhält.
3. Im Fall der Gütergemeinschaft bleibt es allein bei der oben dargestellten rein erbrechtlichen  Regelung. Da bei einer Gütergemeinschaft dem überlebenden Ehegatten ohnehin bereits die Hälfte des Vermögens des Erblassers gehört (soweit es jedenfalls das Gesamtgut betrifft), ist sichergestellt, dass dieser auch ohne Korrektur wertmäßig mehr erhält als vorhandene erbberechtigte Abkömmlinge des Erblassers.

Dem Ehegatten stehen vorab der eheliche Hausrat und die Hochzeitsgeschenke zu (sog. Voraus, vgl. § 1932 BGB). Dabei handelt es sich um ein gesetzliches Vorausvermächtnis, nicht um einen Erbanteil.
Die Vorschriften über den Ehegatten gelten entsprechend für den Lebenspartner einer gleichgeschlechtlichen Lebenspartnerschaft.

### Erbrecht des Staates
Sind weder Verwandte, noch ein Ehegatte des Erblassers vorhanden, ist nach § 1936 BGB der Fiskus des Bundeslandes, dem der Erblasser bei seinem Tod angehört hat, der gesetzliche Erbe (sog. Staatserbrecht). Der Staat hat dabei kein Recht zur Ausschlagung (§ 1942 Abs. 2 BGB) oder zum Erbverzicht, haftet dafür gegenüber Gläubigern aber auch nur bis zur Höhe des Nachlasses.

## Erbrecht in Europa
Das Internationale Erbrecht ist in der EU-Erbrechtsverordnung (EuErbVO) vom 4. Juli 2012 geregelt, die für alle Mitgliedstaaten der Europäischen Union mit Ausnahme des Vereinigten Königreichs, Irlands und Dänemarks gilt und in der Bundesrepublik Deutschland unmittelbar anzuwenden ist. Nach der allgemeinen Kollisionsnorm in Art. 21 EuErbVO bestimmt sich die gesetzliche wie gewillkürte Erbfolge nach dem Recht des Staates, in dem der Erblasser im Zeitpunkt seines Todes seinen gewöhnlichen Aufenthalt hatte. Ergibt sich ausnahmsweise aus der Gesamtheit der Umstände, dass der Erblasser im Zeitpunkt seines Todes eine offensichtlich engere Verbindung zu einem anderen Staat hatte, so ist das Recht dieses anderen Staates anzuwenden. Eine Person kann gem. Art 22 EuErbVO für die gewillkürte Rechtsnachfolge von Todes wegen das Recht des Staates wählen, dessen Staatsangehörigkeit sie im Zeitpunkt der Rechtswahl oder im Zeitpunkt ihres Todes besitzt. Eine Person, die mehrere Staatsangehörigkeiten besitzt, hat unter dem Erbrecht dieser Länder die Wahl.
Soweit das auf die Rechtsnachfolge von Todes wegen anzuwendende Recht nicht in den Anwendungsbereich der EuErbVO fällt, bleibt Raum für nationales Recht. Art. 25 des Einführungsgesetzes zum Bürgerlichen Gesetzbuche (EGBGB) bestimmt aus Gründen eines möglichst weitgehenden Gleichlaufs des erbrechtlichen Kollisionsrechts, dass insoweit die Vorschriften des Art. 21, 22 der EuErbVO entsprechend gelten. In bilateralen Abkommen enthaltene Regelungen über das auf die Rechtsnachfolge von Todes wegen anzuwendende Recht bleiben unberührt (Art. 75 Abs. 1 EuErbVO).
Die EuErbVO folgt dem Prinzip der Nachlasseinheit, wonach der gesamte Nachlass einem einheitlichen Recht untersteht. Eine Nachlassspaltung durch Rechtswahl ist nicht zulässig (Art. 22 ErbVO). Drittstaatliche Kollisionsrechte unterstellen die Vererbung von Grundstücken aber bisweilen dem Belegenheitsort.

## Österreich

### Parentelensystem und Ehegattenerbrecht
Die gesetzliche Erbfolge wird im österreichischen Erbrecht in den §§ 727 ff. ABGB geregelt. Dabei gilt das Liniensystem (auch Parentelensystem), das den deutschen Ordnungen ähnlich ist; die nähere Linie schließt dabei die entferntere aus (also schließt etwa die erste Linie die zweite Linie aus). Innerhalb der Linie erben die Vorfahren vor ihren Nachkommen, d. h. bevor die Schwester etwas erbt, müssen Mutter und Vater gestorben sein.
Die erste Linie (1. Parentel) besteht aus den (ehelichen und unehelichen) Kindern des Verstorbenen (= Erblasser) und deren Nachkommen. Die zweite Linie (2. Parentel) bilden die Eltern und deren Nachkommen, die dritte Linie (3. Parentel) die Großeltern und deren Nachkommen. Die 4. und letzte Linie besteht nur noch aus den Urgroßeltern. Nach diesen besteht die Erbrechtsgrenze (§ 741 ABGB).
Hat der Verstorbene mehrere Kinder, erwerben diese die Verlassenschaft zu gleichen Teilen, beispielsweise zwei Kinder jeweils zur Hälfte, drei Kinder jeweils zu einem Drittel (§ 732 ABGB).
Gesetzliche Erben des Verstorbenen sind aber nicht nur Verwandte, sondern auch der Ehegatte oder der eingetragene Partner. Der Ehepartner oder eingetragene Partner des Verstorbenen erbt neben den Kindern ein Drittel der Verlassenschaft, neben der 2. Linie (den Eltern des Verstorbenen und deren Nachkommen) zwei Drittel und ansonsten die gesamte Verlassenschaft (§ 744 ABGB). Hinterlässt der Verstorbene beispielsweise zwei Kinder und einen Ehepartner, erhält jeder Erbe ein Drittel der Verlassenschaft.
Wenn keine der angeführten gesetzlichen Erben vorhanden sind, kann ein etwaiger Lebensgefährte des Verstorbenen aufgrund eines außerordentlichen gesetzlichen Erbrechts erben (§ 748 ABGB).

### Aneignung durch den Staat
Wenn schließlich auch kein Lebensgefährte vorhanden ist und der Verstorbene auch keinen Vermächtnisnehmer (durch letztwillige Verfügung) bestimmt hat (§ 749 ABGB), kann zuletzt der Bund (Republik Österreich) die Verlassenschaft erwerben (sog. Heimfallsrecht, Aneignung durch den Bund) (§ 750, Kaduzität). Sollte auch der Staat nicht von seinem Aneignungsrecht Gebrauch machen, wird die Verlassenschaft herrenlos.

### Internationales Privatrecht
Auch in Österreich ist die EU-Erbrechtsverordnung (EuErbVO) vom 4. Juli 2012 unmittelbar anzuwenden.

## Schweiz
In der Schweiz ist das Erbrecht im Dritten Teil des Schweizerischen Zivilgesetzbuches (ZGB) geregelt. Auch in der Schweiz richtet sich die gesetzliche Erbfolge nach dem germanischen Parentelsystem, die Gradnähe der Verwandtschaft spielt jedoch keine Rolle.
- 1. Parentel: Nachkommen des Erblassers (Kinder, Enkel, Urenkel, Art. 457 ZGB)
- 2. Parentel: Eltern des Erblassers und ihre Nachkommen (Vater, Mutter, Geschwister, Nichten und Neffen, Art. 458 ZGB)
- 3. Parentel: Grosseltern des Erblassers und ihre Nachkommen (Grossvater, Grossmutter, Onkel und Tanten, Art. 459 ZGB).

Im Unterschied zur deutschen gesetzlichen Erbfolge hört die Erbberechtigung der Verwandten beim Stamm der Großeltern auf. (Art. 460 ZGB)
Für den Ehepartner oder eingetragenen Partner, die nicht zur Stammesordnung gehören, gibt es separate Regelungen im Gesetz (Art. 462 ZGB): Überlebende Ehegatten und überlebende eingetragene Partner erhalten die Hälfte der Erbschaft, wenn sie mit Nachkommen zu teilen haben bzw. drei Viertel der Erbschaft wenn sie mit Erben des elterlichen Stammes zu teilen haben. Wenn keine Erben des elterlichen Stammes vorhanden sind, erhalten sie die ganze Erbschaft.